# Svantjärnen (Mo socken, Hälsingland)
Svantjärnen är en sjö i Söderhamns kommun i Hälsingland och ingår i Norralaåns huvudavrinningsområde.